# Saint-Maurice-sur-Fessard
Saint-Maurice-sur-Fessard là một xã của tỉnh Loiret, thuộc vùng Centre-Val de Loire, miền trung nước Pháp.